# Dreamers & Lovers
Albums de Betty Goes Green
The Well
(1998)
Dreamers & Lovers est le sixième et dernier album du groupe de rock belge Betty Goes Green sorti en 2000.

## L'album
Retour sur un petit label pour ce sixième et dernier album. Sur quatre titres Betty Goes Green s'est entouré d'une section de cuivres (saxo, trompette et trombone). Toutes les compositions sont de Betty Goes Green.

## Les musiciens
- Luc Crabbé : voix, guitare
- Tony Gezels : basse
- Joël Bacart : batterie
- Nathalie Duyver : piano, claviers, voix

## Les titres
1. Major Crush - 4 min 22 s
2. Everyone's Fab - 3 min 32 s
3. Debbie something - 3 min 46 s
4. Fiesta Sforzando - 4 min 04 s
5. Who Make the Bubble Burst ? - 5 min 53 s
6. Dreamers & Lovers - 3 min 37 s
7. R.U.A.* ? - 4 min 38 s
8. Wow - 3 min 21 s
9. Space Monkeys - 3 min 55 s
10. Belong - 3 min 23 s
11. More - 3 min 26 s
12. It's So - 5 min 27 s

## Informations sur le contenu de l'album
- Major Crush et Space Monkeys sont sortis également en single.
- Section de cuivres sur Major Crush, Fiesta Sforzando, Wow et More : Bart Maris et Michel Paré (trompettes), Jan Noerens (saxo), Wim Schoup (trombone).